# Славянка (трамвайная сеть)
Славянка — строящаяся часть трамвайной сети Санкт-Петербурга, которая должна соединить станцию метро «Купчино» во Фрунзенском районе с посёлком Шушары и городом Пушкином в Пушкинском районе.

## Описание
Разработанный институтом «Гипростроймост — Санкт-Петербург» проект предусматривает трассу длиной 21 километр, на которой будут располагаться не менее 15 остановок. В пределах участка трассы предусматривается переход через пути Октябрьской железной дороги, Московское шоссе и Витебский проспект, КАД, пересечение со скоростной платной автомобильной дорогой Москва — Санкт-Петербург. Линия должна соединить станцию метро «Купчино» с жилыми кварталами посёлка Шушары, пройдя через Новгородский проспект и Старорусский проспект, далее обеспечить связь с микрорайоном Славянка. Для обеспечения перевозок должен использовать 21 трёхсекционный вагон. Канализация природного участка русла реки Волковки, согласно опубликованному в 2021 году проекту, не запланирована, рядом с трассой будет укреплён берег Волковского канала там, где пройдет трамвай.

## История строительства
- В марте 2019 года предполагалось, что первый этап проекта (станция метро «Купчино» — жилые кварталы посёлка Шушары рядом с железнодорожной станцией Шушары) будет реализован в 2022 году, второй этап (продление до микрорайона Славянка — в 2023 году[3].
- В октябре 2019 года между властями Санкт-Петербурга и частной компанией ООО «Балтнедвижсервис», связанной с Газпромбанком и группой «АБЗ-1», было заключено концессионное соглашение на строительство. Ожидалось, что строительные работы будут начаты в 2021 году, первый этап реализован в 2023 году, второй — в 2024 году[4].
- В июне 2022 года было объявлено, что строительство начнётся до конца года[5].
- В феврале 2023 года ООО «Балтнедвижсервис» получил разрешение на строительство участка от Балканской площади до Шушарской дороги, включая трамвайное депо[1]. В октябре начались работы по освобождению территории для строительства линии[6]. В конце года были объявлены новые планируемые сроки реализации проекта, 1-й этап — 4 квартал 2025 года, 2-й этап — в 2026 году[7].
- В декабре 2023 года было выдано разрешение на строительство второго этапа[8].
- В начале 2024 года «Дом.рф» открыл финансирование по проекту, который реализуется с применением механизма инфраструктурных облигаций[9]. Из бюджета Санкт-Петербурга в 2024—2025 годах суммарно планировалось потратить 25 млрд рублей[10].
- В марте 2024 года было сообщено, что трамвайная линия «Славянка» в перспективе может стать основой для новых транспортных проектов, включая маршруты до кампусов СПбГУ и «ИТМО Хайпарк», аэропорта Пулково, а также трамвайных линий на юге Санкт-Петербурга[11]. В июне был продемонстрирован корпус двустороннего трамвая 71-932 «Невский», который планируется эксплуатировать на линии. Первые 10 вагонов должны быть изготовлены к пуску первого этапа, ещё 12 — к пуску второго этапа[12]. Осенью разрешение на строительство первого этапа было продлено до октября 2026 года[13].